# Мемориал в честь сопротивления населения фашистам (Корюковка)
Мемориал в честь сопротивления населения фашистам — памятник истории местного значения в Корюковке. 

## История
Решением исполкома Черниговского областного совета народных депутатов трудящихся от 31.05.1971 № 286 присвоен статус памятник истории местного значения с охранным № 894 под названием Мемориал в честь сопротивления населения фашистам.

## Описание
В годы Второй мировой войны Корюковка была одним из центров партизанской борьбы против немецких захватчиков. Тут периодически базировался Черниговский подпольный обком партии, действовал подпольный райком партии. В декабре 1941 и в марте 1943 годов оккупанты уничтожили более 7 тысяч жителей (Корюковская трагедия) — самая массовая расправа над мирным населением во время Второй мировой войны, сожгли 1390 домов.
Мемориал сооружён в центре Корюковки в 1977 году. Памятник представляет из себя бронзовую скульптурную композицию (высотой 4,88 м), установленную на постаменте из полированного красного гранита. Возле горит Вечный огонь. Возле стилобата на гранитной плите высечена надпись: «Памятник сооружен в честь героического сопротивления корюковчан немецко-фашистским захватчикам в 1943 году» («Пам’ятник споруджений на честь героїчного опору корюківчан німецько-фашистським загарбникам у 1943 році»). Авторы: скульптор — И. А. Коломиец, архитектор — А. Д. Корнеев.